# Grenade (Adelsgeschlecht)

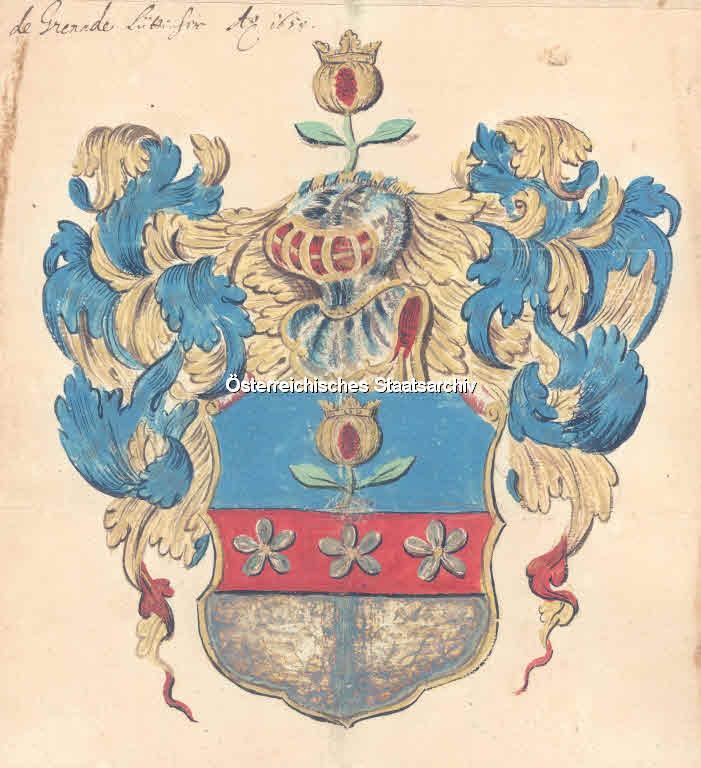
Wappen derer von Grenade (1650)

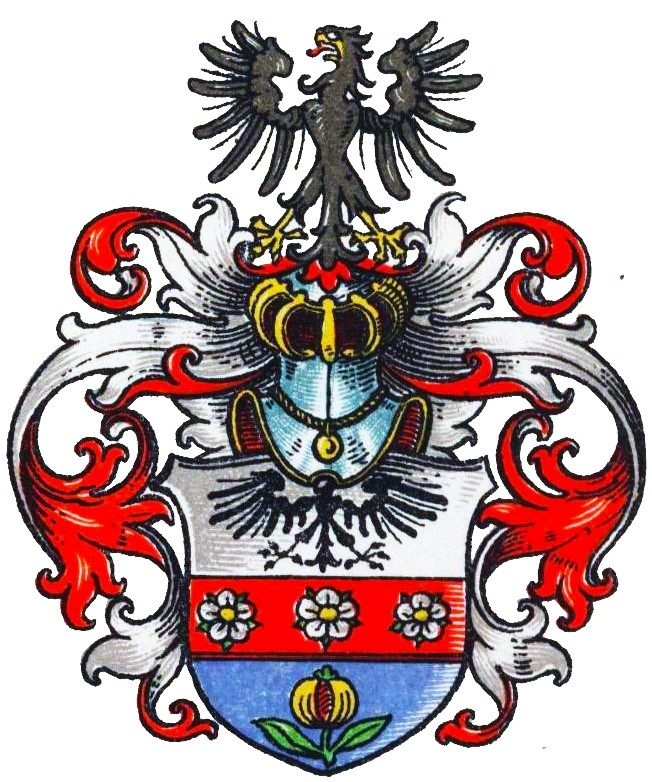
Wappen derer von Grenade im Wappenbuch des Westfälischen Adels

Grenade ist der Name eines erloschenen westfälischen Briefadelsgeschlechts.

## Geschichte
Das Geschlecht wurde am 10. Juni 1650 mit Franz de Grenade, Gesandter des Grafen von Nassau, in den rittermäßigen Adelsstand erhoben. Gleichzeitig erfolgte eine Wappenbesserung. Derselbe erscheint unter dem Namen Marquis Francois de Grenade als Bevollmächtigter Johann Ludwigs Graf zu Nassau-Hadamar in Münster, da sich Johann Ludwig 1650 zwischenzeitlich Hoffnungen machte, zum neuen Bischof von Münster gewählt zu werden. Gewählt wurde jedoch Christoph Bernhard von Galen.
Franz von Grenade (1691†), Propst des Kollegiatstifts St. Patrokli in Soest und Kanoniker zu St. Petri Junioris in Straßburg, schenkte 1689 den Jesuiten zu Hadamar ein Kapital von 120 Reichstalern. 1662 war derselbe auch Kanoniker der Kollegiatstifte Wimpfen und Kranenburg sowie nicht nur Propst, sondern auch Archidiakon zu St. Patrokli.

## Wappen
Blasonierung des Redenden Wappens von 1650: Durch einen roten mit drei silbernen Rosen belegten Balken geteilt. Oben in Blau ein natürlicher Granatapfel mit zwei grünen Blättern, unten silbern. Auf dem blau-golden bewulsteten Helm mit blau-goldenen Helmdecken der natürliche Granatapfel.
So wird das Wappen auch in Siebmachers Wappenbuch unter den „Beadelten“ dargestellt. Im Wappenbuch des Westfälischen Adels findet sich dagegen ein abgewandeltes Wappen: Durch einen roten mit drei silbernen Rosen belegten Balken geteilt. Oben in Silber ein schwarzer Adler, unten in Blau ein natürlicher Granatapfel mit zwei grünen Blättern. Auf dem Helm mit rot-silbernen Helmdecken der schwarze Adler.